# نیحا
نیحا یک منطقهٔ مسکونی در لبنان است که در استان بقاع واقع شده‌است.

## خصوصیات
نیحا ۹٫۷ کیلومترمربع مساحت و ۳٬۴۰۰ نفر جمعیت دارد و ۱٬۱۰۰ متر بالاتر از سطح دریا واقع شده‌است.